# ビクラムヨガ
ビクラムヨガ 、ビクラムヨーガ(BIKRAM YOGA) は、ビクラム・チョードリーが現代ハタ・ヨーガの技術をアレンジして考案した現代ヨーガの一種である。温度約40℃以上・湿度40%の室内環境、26種類のポーズ（アーサナ）、2つの呼吸法を90分間のグループレッスンで行う。
アメリカでは2013年に裁判所の命により、ビクラムヨガの事業の所有権はチョードリーから彼の元顧問弁護士ミーナークシー・“ミキ”・ジャファ・ボーデンに移されている。一方チョードリーはアメリカから逃亡してジャファ・ボーデンを訴え、国外で活動を続けている。2013年に始まる一連の裁判以降、スタジオの多くがビクラムヨガと名乗るのをやめ、単にホットヨガという看板を掲げている。2017年にBikram Choudhury Yoga Inc.は破産を申し立てた。

## 概説

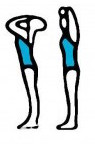
アーサナのひとつであるプラーナーヤーマ

インドのカルカッタ生まれのビクラム・チョードリーが創始した。 ビクラムヨガジャパンは、ヨーガレッスンでのストーブの使用は、ビクラム・チョードリーが日本でレッスンを行った際に身体を動かす為にストーブを使用したのが始まりであるとしている。（ただし、英語の情報では、ビクラムヨガが日本で初めて考案されたという記述は見られない）インドのカルカッタの気候を模しているといわれる。

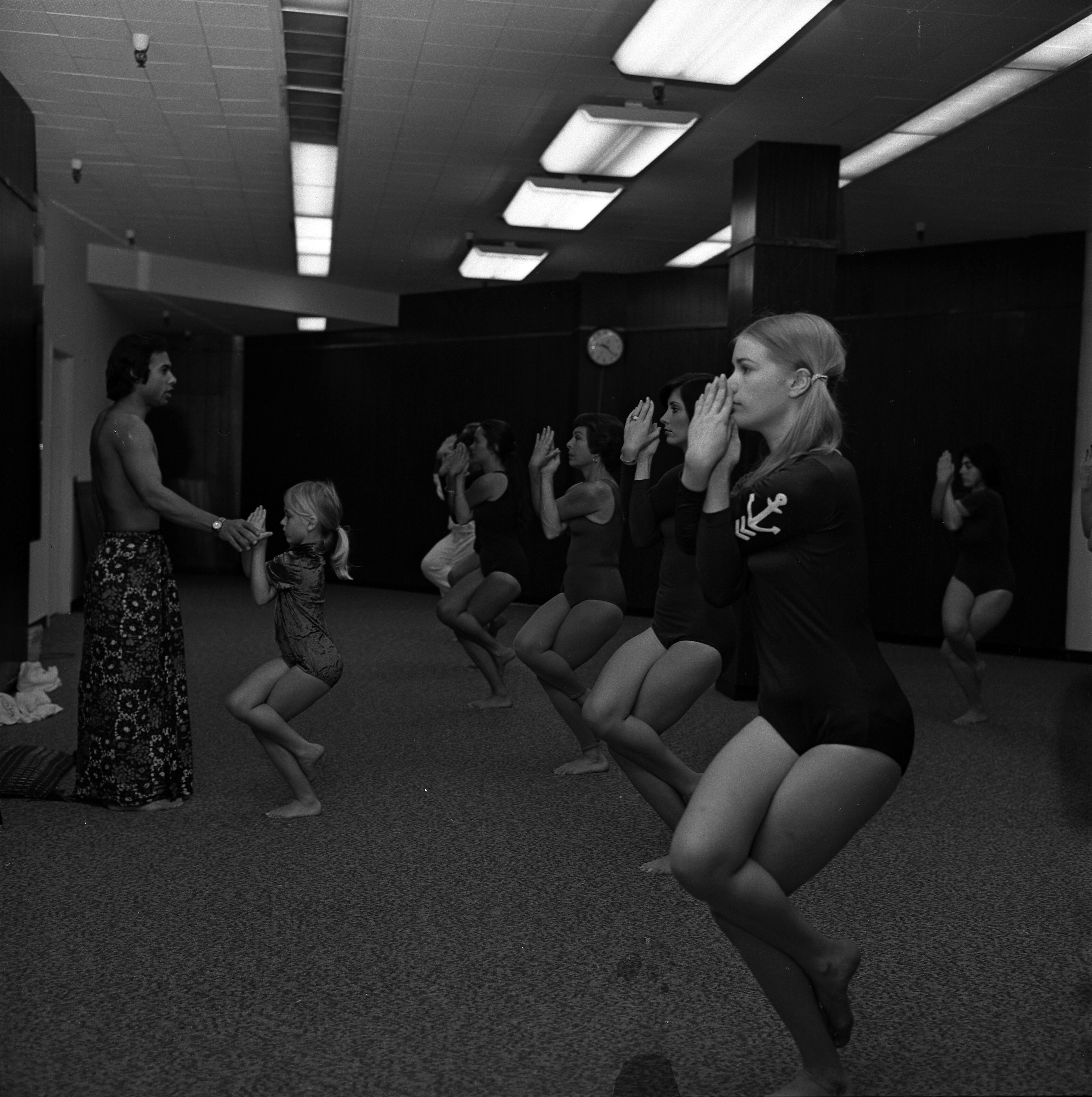
ヨガを指導するチョードリー（左）

筋肉が動かしやすい高温多湿の環境で行うこと、2つの呼吸法、26種類のハタ・ヨーガのポーズを組み合わせが特徴で、今でいうホットヨーガの一種である。ビクラム・チョードリーは、これが唯一正しいヨーガの方法であると主張している。普及団体では、ビクラム・チョードリーが日本でホットヨーガを誕生させた元祖であり、開祖、創案者であるとされる。普及団体は、いまなお世界中にスタジオが増えているとしている。

1970年代にアメリカで行われており、ダイエットやストレス解消、心身の強化に効果があると主張されている。ビクラムヨガの名では、ビクラム・チョードリーのビクラムス・ヨガ・カレッジ・オブ・インディア社（bikram's Yoga College of India）とその下部組織による9週間のレッスンを受けて認定された教師によりレッスンが行われていた
ビクラム・チョードリーは、ヨーガがアメリカ西海岸のサブカルチャーのムーブメントに過ぎなかったころにアメリカに教室を立ち上げ、2015年時点でアメリカ全土、東京、ブエノスアイレス、バンコクなど全世界に及ぶ巨大ビジネスを展開しており、著名人の愛好者も多かった。フランチャイズには13,100ドルの開業手数料を支払い、さらに5％のロイヤリティ、2％の広告料を支払う必要があった。年2回の指導者研修が安定的な収入源となり、400人の生徒が認定インストラクターになるために9週間の指導に対して10,000ポンド（140万円）前後支払い、一人前の指導者になるために450万ドルほどかかった。チョードリーは2010年頃までヨガの世界で権力を維持し、43台の高級車のコレクションを含む7500万ドルの個人資産を得ていた。
日本では、株式会社ワークアウトワールド・ジャパンが独占的なライセンス契約を締結し、2006年に銀座に1号店をオープンし国内でのチェーン展開を積極的に進めたが、2008年に倒産した。
ビクラム・チョードリーはビクラムヨガの方法の著作権を主張しているが、伝統あるヨーガの方法を著作権で保護することはできないため、法的には認められていない。また2008年に日本で、ホットヨーガはビグラムヨガのことであるとして「HOT YOGA」、「ホットヨガ」の商標登録を試みたが、認められなかった。
チョードリーは2013年から、セクシャルハラスメント、性差別、同性愛者への暴言、レイプ、賃金不払い、不当解雇、暴力的なカルトのような雰囲気を強要したこと等の複数の民事訴訟を受けており、セクシャルハラスメントと不当解雇に対する訴訟でチョードリーを訴えた元顧問弁護士ミーナークシー・“ミキ”・ジャファ・ボーデンに敗訴した。チョードリーはこの判決の後、ロサンゼルスの国際本部と旗艦スタジオを閉鎖し、教師養成コースをインドのリゾート地アマン・バレー・シティに移した。チョードリーの助手のMonica Shigenagaは、彼はメディアに袋叩きにされたと述べ、アメリカでの事業が停止したか否か答えることを拒んだ。指導者コースを受講する人間は激減し、50人以下になった。裁判所は2013年に、ジャファ・ボーデンへの約7億4800万円の慰謝料に充てるため、ビクラム・ヨガのスタジオフランチャイズと彼の知的財産権からの収入をジャファ・ボーデンへ引き渡すよう命令した。チョードリーはアメリカからインドに逃亡し、裁判所の帰還要請を拒否した。
一連の騒動で、インストラクターと生徒たちは、道徳的に破綻していると思われるグルに師事すること、彼が創始したヨガを行い続けるか否か、その教えをどう受け止めたらいいか等のモラルの葛藤に直面した。2015年4月にはワシントンポストで After sex scandal, a Bikram yogi asks whether it’s wise to put so much faith in a guru（セックススキャンダルをかんがみて、ビクラム・ヨーギーはグルに過度な信頼を置くことは賢明かどうか問いかけている） という記事が掲載され、商業化された現代のヨーガにおいてグル（指導者）を無条件に信頼する(妄信）することの是非が問いかけられ、ヨーガのコミュニティで議論を呼んだ。
2017年5月にカリフォルニア州ロサンゼルス郡最高裁判所が賠償金不払いに対しチョードリーに逮捕令状を出し、ジャファ・ボーデンが実質的にBikram Choudhury Yoga Inc.の社長となり、裁判所が指名した管財人が彼女に代わり管理している。チョードリーはインドで弁護士を雇い、ジャファ・ボーデンを訴え返しているという。
ビクラム・チョードリー・ヨガは裁判の賠償金に直面し、2017年11月に裁判所に破産を申し立てた。見積債務は約11億円～55億円、記載推定資産は0～約550万円とされる。ジャファ・ボーデンの弁護士は、すでにチョードリーはBikram Choudhury Yoga Inc.を所有しておらず管理もしていないため、この破産申請は「米司法制度の抜け穴を悪用する動きの一つ」であると述べている。
ビクラム・ヨガスタジオのオーナーの多くは、スタジオから創始者であるチョードリーの肖像を取り除き、距離を置くようになっている。2018年時点で、半数のスタジオが閉鎖するか、ビクラムヨガと名乗るのを止め、ホットヨガという看板を掲げている。ビクラム・ヨガという名前を避け、Fierce Graceと名乗るスタジオもある。
チョードリーは未執行の逮捕状が出ている逃亡者であるが、アメリカ国外で活動を続け、トレーニングキャンプを宣伝し、認定インストラクターの講習を行っている。若いヨガインストラクターには、いまだにチョードリーのブランドを求める者もいる。2018年時点で、ビクラムヨガ・ジャパンのホームページでは、創始者として「ビクラム・チョードリー先生」と敬称で紹介されている。
ジャファ・ボーデンの弁護士によると、チョードリーはメキシコのアカプルコに潜伏していると報告されているという。

## 主張される効果
普及団体は、ビクラムヨガは独自のアーサナの組み合わせで、全身の筋肉、関節を伸ばし、整えるとしており、とくに背骨に関しての調整はすばらしく、姿勢がよくなると主張している。ヨーガは内臓のマッサージも行うため、内臓がマッサージされ、身体の内側から健康になると主張している。 呼吸法は普段眠ってしまっている肺の機能を目覚ませ呼吸を深くすると主張している。呼吸がしっかりとできるようになる事で日常的にも落ち着きが生まれ、 常に腹筋を意識する事で胸が広がり、思考が明るく前向きにもなると主張している。ダイエットに効果があり、大量の汗が身体の老廃物を排出し、細胞ひとつひとつがキレイになると主張している。（「細胞がキレイになる」という表現が、具体的に何を意味しているかは不明である。） 呼吸をしながら、身体を丁寧に動かすことで集中力もつくと主張している。そして90分のレッスンを終えた達成感、爽快感は自信を深めると主張している。
一方、高温多湿の環境でヨーガ行うことに、特に利点は認められないという研究結果もある。汗をかく量とトレーニングの質は相関関係にあると感じられがちであるが、そうではなく、普通の環境で行うヨーガに比べてカロリー消費量が多いわけではないと指摘されている。

## 温度40度・湿度40%で行う理由
普及団体が主張する、温度40度・湿度40%でヨーガ行う理由である。
- オーバーヒート（熱中症のことか？）から身体を守る。
- より深い筋肉のストレッチを可能にする。
- 身体を解毒（デトックス）する、毒素（具体的に何を指すかは不明）を外に出すため。
- 毛穴を開くため。
- より良い心臓・血管をつくる為に脈動を速める。循環系を強化し、血液をさらさらにする。
- 筋肉組織の再編成に最適の状態に置く事によって、筋肉組織を強化する。

## 26のポーズ
ビクラムヨガの90分間のクラスで行われるのは、ビクラム・チョードリーが選定した26種類のハタ・ヨーガのポーズと2つの呼吸法である。ビクラム・チョードリーは、世界60カ国でこのシークエンスの著作権を保有していると主張しており、ビクラム・チョードリーと彼が設立したビクラムス・ヨガ・カレッジ・オブ・インディア社によって認められた指導者だけにビクラムヨガを指導する資格を与えていた。

## 危険性
心臓疾患、高血圧、その他健康上の懸念のある人、高温多湿に耐えられない人には負荷が大きいため推奨されておらず、妊婦が行う際にも注意を要するとされる。ビクラムヨガは発汗率が低く、水分補給をし過ぎると体格の小さい女性は低ナトリウム血症に陥る危険性が大きいと指摘されている。

## 緑色の使用禁止
ビクラム・チョードリーの師ビシュヌ・ゴーシュが、身近な人々が緑色のものを身につけているときに何度も不幸な目に合ったことから、ビクラム・チョードリーは師に配慮し、緑色のものを身辺から排除しているという。教室内での緑色の使用は禁止されている。

## 著作権・商標の争議
ビクラム・チョードリーはビクラムヨガの方法の著作権を主張し、多くのヨーガ関係者の怒りを買っていた。著作権の主張だけでなく、自分の教えに厳密に従わない教室を破門すると脅すなどして、ビクラムヨガのコントロールを維持しようとした。チョードリーは著作権を侵害しているとして他のヨーガスタジオを提訴したが、逆にヨーガに著作権はないとして提訴されている。訴訟相手にビラクムヨガという名称は使用しないよう要求し、2005年に和解した。アメリカ著作権局は、ビクラム・チョードリーが言うようにヨーガのメソッドを著作権で保護することはできないとしており、法的には教えることも行うことも自由である。2015年10月には、ビクラム・チョードリーがヨーガのポーズ（アーサナ）や呼吸法の著作権を主張した訴訟において、アメリカ第9連邦巡回区控訴裁判所は著作権による保護を否定した。
日本では2008年に、ビクラム・チョードリーが代表である「ビクラムズ・ヨガ・カレッジ・オブ・インディア」が、日本で「HOT YOGA」、「ホットヨガ」の商標登録を試みた。その主張は、ビクラム・チョードリーがインドヨーガの普及のために使用している標章の一つが「HOT YOGA」であり、「HOT YOGA」、「ホットヨガ」はビクラムヨガの代名詞として世界中に知れ渡っているというものであった。しかし日本国特許庁は、「本件商標の出願時点において、我が国において、本件商標が、請求人ないし、その代表者の指導するヨガの商標として、我が国需要者にとって、周知・著名であったとする事実は全く存在しない。」と判断した。そして、請求人は「ビクラム・チョードリーが世界的に著名なヨーギーであり、かつ、『HOT YOGA』は、ビクラム・チョードリーが指導するヨガとして、米国を始め海外で広く知られている著名な標章であることを立証する」と述べているが、「各号証は、何らそのような事実を立証するものではない」として請求は無効となった。

## 人物

### ビクラム・チョードリー

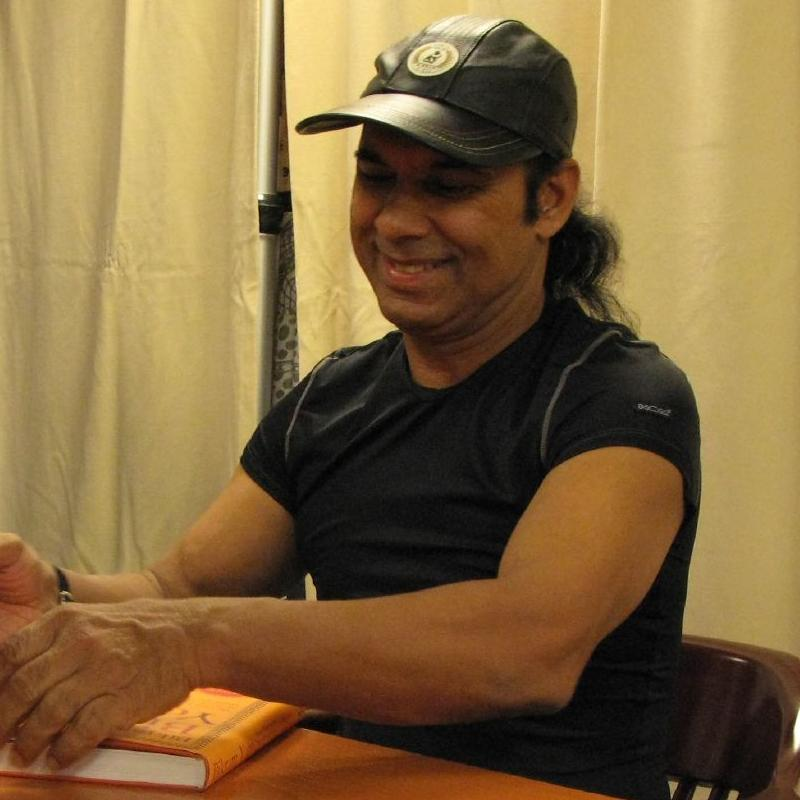
ビクラム・チョードリー

1946年インドのカルカッタ生まれ。3歳のときにヨーガを始め、5歳の時に彼のグルであるビシュヌ・ゴーシュ（パラマハンサ・ヨガナンダの弟で、ロサンゼルスの自己実現フェローシップの創始者）のBishnu Ghosh's College of Physical Educationに入学。毎日少なくとも4〜6時間心身を鍛練し学んだとしている。
13歳の時から3年連続でNational India Yoga championshipとなり、無敗のまま引退。17歳の時、ウェイトリフティングの事故で膝に怪我を負い、ヨーロッパの医師たちに二度と歩けるようにはならないと宣告されたとしている。膝を治せるのはゴーシュしかいないと考えゴーシュの学校に戻り、ヨーガに励む事6ヵ月後、膝を完全に回復させる事に成功したとしている。その後ゴーシュに支援されインドでいくつかの学校を開校し、ビクラムヨガのメソッドを開発した。普及団体は、存命人物では世界で最も尊敬されているヨーガの達人であると述べている。黒のビキニパンツ一丁に宝石をちりばめたロレックス、髪を後ろに引っ詰めて縛った髪型がトレードマークという特異なスタイルで知られ、ヨーガ指導者としてカリスマ性があるといわれる。ビクラムヨガは、レディー・ガガやジョージ・クルーニーが愛好していることでも知られる。自分自身を「星へのヨギ」と呼んでいた。ビクラム・チョードリーは数々の高級車とビバリーヒルズに豪邸を持ち、ヨーガ界の「バッドボーイ」とも呼ばれた。
アメリカを中心に多数のヨーガスタジオを展開し、ヨーガ界に君臨し、2006年時点で世界中に1650のビクラムヨガのスタジオがあったとされる。2012年時点で、アメリカで330、世界中に600のスタジオがあったという。
一方、ゲイや黒人の生徒に対し公に差別的発言をしたり、ハーバード大学に自分の名前を冠したビルを建設予定であるというすぐわかるような嘘をつくなど、問題行動も報道されている。また、女性レッスン生に性的暴行・セクハラをしたとして6件の民事訴訟を起こされている。訴えた女性たちの代理人のメアリー・セイ弁護士は「すべての申し立てに共通するのが、信頼を裏切られたということだ」と述べている。これに対しチョードリーは、罪は犯していないと主張しており、2015年2月27日時点では刑事告訴はされていない。
ビクラム・チョードリーの元弁護士ジャファ・ボーデンは、ひわいな言葉などによるセクハラ行為を受けたほか、他のセクハラの調査を始めようとしたところ不当解雇されたとして訴え、2016年1月に勝訴、ロサンゼルスの裁判所は、ビクラム・チョードリーにおよそ740万ドル（日本円で約8億9,000万円）の賠償金を支払うよう命じた。
賠償金に不払いに対しアメリカで逮捕状が出ており、2016年にアメリカから国外に逃亡しインドに向かい、そのあとタイと日本に滞在していた。2017年11月時点で所在不明である。

### ラジャシュリー・チョードリー
ビクラム・チョードリーの妻、ヨーガ指導者。チョードリーより20歳若い。1965年インドカルカッタ生まれ、4歳でヨーガを始めた。 1979年から1983年のNational India Yoga championshipで5回連続優勝。Mahila Yoga Byam Kendraと Gosh's College of Physical Education and Yoga Training Instituteでヨーガを学ぶ。ラジャシュリー・チョードリーはスポーツとしてのヨーガを促進した。健康だけでなく、情緒面、スピリチュアリティの側面に特に焦点をあてているとしている。ラジャシュリー・チョードリーは夫ビクラム・チョードリーを助け、10年以上アメリカでヨーガを教えた後に、ビクラムヨガ教師のトレーニングプログラムを作成。そのほか、妊婦向けヨーガクラスもおこなっている。
また、ヨーガをオリンピック種目にするという目標実現のため、アメリカヨーガ連盟（USA Yoga Federation）という非営利団体を設立したが、ヨーガを競技スポーツとして行うことには論争もある。ビクラムヨガのサイトによると、多くの慈善活動にも関与していた 。
ビクラム・チョードリーとの間に二人の子供がいた。上記の訴訟の後、2016年5月に二人は離婚した。

## 普及団体
ビクラム・チョードリーの運営とフランチャイズ運営のスタジオがあった。

### 日本

#### ビクラムヨガジャパン
ビクラムヨガジャパンは、2018年時点では、ビクラム・チョードリーが代表取締役会長を務める株式会社 BIKRAMYOGAが運営している。ロサンゼルスに本部があるBIKRAM YOGAの日本における本部であるとされる。
2012時点で、日本国内にビクラム・チョードリーのスタジオが町田と南越谷にあった。町田スタジオは2016年に閉鎖した。2018年時点で南越谷スタジオを経営。

#### ワークアウトワールド・ジャパン
株式会社ワークアウトワールド・ジャパンは、アメリカのビクラムス・ヨガ・カレッジ・オブ・インディア社と日本での独占的なライセンス契約を締結し、2006年に銀座に1号店をオープンし、以後国内でのチェーン展開を積極的に進めた。しかし2008年9月に東京地裁へ自己破産を申請し破産手続き開始決定を受けた。負債金額は32億円。

#### 株式会社ぜん
札幌、銀座、新宿、大阪本町、京都のスタジオを運営。

## 関連文献
- Bikram Choudhury: Bikram's Beginning Yoga Class. Los Angeles 1978.
  - 初版では東京大学医学部で医学研究を行ったと書かれているが、第二版以降医学研究への言及はすべて削除されている。[40]
- Bikram Choudhury: The Guru Behind Hot Yoga Shows the Way to Radiant Health and Personal Fulfillment. Harper Collins Publishers, 2007.
- ビクラム・チョードリー『ヨーガ教本―安心して実習できるヨーガ入門』紀伊国屋書店、1980年。
- ビクラム・チョードリー 著、加野敬子 訳『ビクラムヨガ 元祖ホットヨガ完全習得ガイド』大胡 香織、ボニー・ジョーンズ・レイノルズ、ガイアブックス、2014年。